# ربيعة (مغنية)
ربيعة (1962 - 1999)، مغنية عراقية.اشتهرت في الثمانينات من القرن العشرين، وذاع صيتها في العراق وخارجها من خلال أغنية «هي وهاي وهيه».

## حياتها الفنية
بدأت في الفرق الشعبية التي كانت تقوم فيها بإحياء الأفراح والمناسبات السعيدة، وكذلك في فرقة الخشابة. عرض عليها الغناء وحدها بعدما لحن الملحن يوسف نصار أول أغنية لها «هي وهاي وهية» عام 1984، ومن خلال هذا الأغنية حققت النجاح وتخطت شهرة الأغنية حدود العراق وأصبحت من أشهر الأغاني في دول مثل الكويت والسعودية آنذاك وغدت الأغنية المفضلة في الأعراس، بعد هذا النجاح انتقلت إلى بغداد لتحيي الحفلات والمناسبات، وفي نفس الفترة قدمت أغنية إلى المنتخب العراقي باسم «منتخبا اسم الله عليه»، بالإضافة إلى عدد من الأغاني الأخرى التي قدمتها حتى وفاتها مثل «التلفون» و«الأسمر».

## حياتها الشخصية
تنتمي ربيعة إلى أسرة من الطبقة الفقيرة وكان الفن هو مصدر رزقها الوحيد، بعد دخولها للفن تزوجت من رجل مصري وأنجبت ابنها الوحيد منه، وبعد طلبه منها العودة معه إلى مصر بسبب سوء الأوضاع في العراق بسبب الحصار بتلك الفترة رفضت ذلك فتطلقا على أن يظل ابنها في حضانتها.[بحاجة لمصدر]

## وفاتها
اختلفت المصادر حول سبب وفاتها الحقيقي، حيث أشارت بعض المصادر شقيقها قتلها اعتراضًا على دخولها للفن، أكدت مصادر أخرى أن قاتلها هو معجب كان يلاحقها بأستمرار وعندما أنزعجت من ذلك وطلبت منه التوقف عن ملاحقتها والإبتعاد عنها حتى لا يسبب لها مشاكل مع طليقها أخرج السلاح ووجه لها رصاصة أنهت حياتها على الفور وذلك في عام 1999 ولم يحدد تاريخ الوفاة بسبب تكتم أسرتها على خبر وفاتها حتى لا تنتشر الشائعات التي تضر بسمعتها.